# District de Szikszó
Le district de Szikszó (en hongrois : Szikszói járás) est un des 16 districts du comitat de Borsod-Abaúj-Zemplén en Hongrie. Créé en 2013, il compte 17 566 habitants et rassemble 24 localités : 23 communes et une seule ville, Szikszó, son chef-lieu.
Cette entité existait déjà auparavant au sein de différents comitats : Abaúj (jusqu'en 1881), Abaúj-Torna (1881-1945) puis Borsod-Abaúj-Zemplén à partir de la réorganisation comitale de 1950. Le district a disparu en 1962.

## Localités
- Abaújlak
- Abaújszolnok
- Alsóvadász
- Aszaló
- Felsővadász
- Gadna
- Gagybátor
- Gagyvendégi
- Halmaj
- Hernádkércs
- Homrogd
- Kiskinizs
- Kupa
- Kázsmárk
- Léh
- Monaj
- Nagykinizs
- Nyésta
- Pamlény
- Rásonysápberencs
- Selyeb
- Szentistvánbaksa
- Szikszó
- Szászfa